# Supercoppa dei Paesi Bassi 2005
La Supercoppa dei Paesi Bassi 2005 (ufficialmente Johan Cruijff Schaal X) è stata la sedicesima edizione della Johan Cruijff Schaal.
Si è svolta il 5 agosto 2005 all'Amsterdam ArenA tra il PSV Eindhoven, vincitore della Eredivisie 2004-2005 e della KNVB beker 2004-2005, e l'Ajax, secondo classificato nella Eredivisie 2004-2005.
A conquistare il titolo è stato l'Ajax che ha vinto per 2-1 con reti di Nourdin Boukhari e Ryan Babel.

## Partecipanti
| Squadre | Qualificazione                                                    | Partecipazioni precedenti (il grassetto indica la vittoria) |
| ------- | ----------------------------------------------------------------- | ----------------------------------------------------------- |
| PSV     | Vincitore della Eredivisie 2004-2005 e della KNVB beker 2004-2005 | 9 (1991, 1992, 1996, 1997, 1998, 2000, 2001, 2002, 2003)    |
| Ajax    | Secondo classificato della Eredivisie 2004-2005                   | 8 (1993, 1994, 1995, 1996, 1998, 1999, 2002, 2004)          |

## Tabellino
| Arbitro: | Wegereef |

|           |           |                        |
| Bouma 51’ | Marcatori | 72’ Boukhari 78’ Babel |

| PSV Eindhoven | Ajax |

### Formazioni
| PSV:          |    |                            |     |     |
|               |    |                            |     |     |
| P             | 1  | Gomes                      |     |     |
| D             | 2  | André Ooijer               |     |     |
| D             | 4  | Alex                       |     |     |
| D             | 5  | Wilfred Bouma              |     |     |
| D             | 3  | Lee Young-Pyo              |     |     |
| C             | 16 | Theo Lucius                |     |     |
| C             | 6  | Timmy Simons               | 80’ |     |
| C             | 8  | Phillip Cocu (c)           |     |     |
| A             | 20 | Ibrahim Afellay            | 25’ |     |
| A             | 9  | Jan Vennegoor of Hesselink |     | 46’ |
| A             | 17 | Jefferson Farfán           |     |     |
| Sostituzioni: |    |                            |     |     |
| A             | 29 | Robert                     |     | 46’ |
| Allenatore:   |    |                            |     |     |
| Guus Hiddink  |    |                            |     |     |

| Ajax:         |    |                    |     |     |
|               |    |                    |     |     |
| P             | 12 | Hans Vonk          |     |     |
| D             | 4  | John Heitinga      |     |     |
| D             | 5  | Julien Escudé      |     |     |
| D             | 3  | Zdeněk Grygera     |     |     |
| D             | 19 | Urby Emanuelson    |     |     |
| C             | 16 | Nigel de Jong      |     | 83’ |
| C             | 8  | Hedwiges Maduro    |     |     |
| C             | 10 | Steven Pienaar     | 19’ | 89’ |
| A             | 28 | Nourdin Boukhari   | 71’ |     |
| A             | 9  | Angelos Charisteas |     |     |
| A             | 11 | Ryan Babel         | 76’ |     |
| Sostituzioni: |    |                    |     |     |
| A             | 7  | Mauro Rosales      |     | 83’ |
| C             | 6  | Tomáš Galásek      |     | 89’ |
| Allenatore:   |    |                    |     |     |
| Danny Blind   |    |                    |     |     |